# Annika Åhnberg
Annika Åhnberg (ur. 7 listopada 1949 w Ulricehamn, zm. 18 czerwca 2025) – szwedzka polityk, posłanka do Riksdagu, w latach 1996–1998 minister rolnictwa.

## Życiorys
Wykonywała zawód pracownika socjalnego. Działała w Partii Lewicy. W latach 1988–1994 sprawowała mandat posłanki do Riksdagu. Dołączyła do Szwedzkiej Socjaldemokratycznej Partii Robotniczej. W latach 1996–1998 sprawowała urząd ministra rolnictwa w rządzie Görana Perssona.
W późniejszych latach była dyrektorem do spraw komunikacji w przedsiębiorstwie Alfa Laval. Prowadziła własną firmę konsultingową. Została przewodniczącą Ekologiskt Forum oraz szwedzkiego oddziału Save the Children. Uzyskała członkostwo w Królewskiej Szwedzkiej Akademii Rolnictwa i Leśnictwa.